# Остроноктести маймуни
Остроноктестите маймуни (Callitrichidae) са семейство бозайници от разред Примати (Primates).
То включва 7 рода широконоси маймуни, разпространени в тропическите гори на Южна и Централна Америка. Остроноктестите са най-дребните маймуни. За разлика от повечето останали примати, те имат заострени и закривени нокти, които им помагат при катеренето по дърветата. Хранят се главно с насекоми, плодове и дървесна смола.

## Класификация
- подсемейство Callitrichidae – Остроноктести маймуни
  - род Callibella
    - Callibella humilis (van Roosmalen et al, 1998) – Мармозетка джудже на Росмален

  - род Callimico – скокливи тамарини
    - Callimico goeldii – Калимико, Гелдиев (скоклив) тамарин

  - род Callithrix – Мармозетки
    - Callithrix aurita – Белоуха мармозетка
    - Callithrix flaviceps – Бежовоглава мармозетка
    - Callithrix geoffroyi – Белоглава мармозетка, мармозетка на Жофруа
    - Callithrix jacchus – Обикновена мармозетка, остроноктеста игривка
    - Callithrix kuhlii – Черноуха мармозетка на Вид
    - Callithrix penicillata – Черноуха мармозетка

  - род Cebuella
    - Cebuella pygmaea – Джуджевидна мармозетка, мармозетка джудже

  - род Leontopithecus – Лъвски тамарини
    - Leontopithecus rosalia – Златист лъвски тамарин
    - Leontopithecus chrysomelas (Leontopithecus rosalia ssp.) – Златоглав лъвски тамарин
    - Leontopithecus chrysopygus (Leontopithecus rosalia ssp.) – Черен лъвски тамарин
    - Leontopithecus caissara (Leontopithecus rosalia ssp.) – Черноглав лъвски тамарин

  - род Mico
    - Mico argentatus – Сребриста мармозетка
    - Mico acariensis (van Roosmaalen et al, 2000) – Акарийска мармозетка
    - Mico manicorensis (van Roosmaalen et al, 2000) – Маникорска мармозетка
    - Mico leucippe (Callithrix argentata ssp.) – Бяла мармозетка
    - Mico emiliae (Callithrix argentata ssp.) – Мармозетка на Емилия
    - Mico nigriceps (Ferrari and Lopes, 1992) – Черноглава мармозетка
    - Mico marcai (Alperin, 1993) – Мармозетка на Марка
    - Mico melanurus (Callithrix argentata ssp.) – Черноопашата мармозетка
    - Mico humeralifer – Сантаремска мармозетка, белоплеща мармозетка
    - Mico mauesi (Mittermeier, et al, 1992) – Мауеска мармозетка
    - Mico chrysoleucus – Златисто-бяла мармозетка
    - Mico intermedius – Мармозетка на Хершковиц, арипуанайска
    - Mico rondoni (Ferrari et al., 2010) – Рондонска мармозетка
    - Mico saterei (Silva and Noronha, 1998) – Сатерейска мармозетка

  - род Saguinus – Тамарини
    - Saguinus midas – Тамарин Мидас, златорък тамарин
    - Saguinus niger (Saguinus midas ssp.) – Черен тамарин
    - Saguinus nigricollis – Черноплащ тамарин
    - Saguinus graellsi (Saguinus nigricollis ssp.) – Граелсов тамарин
    - Saguinus fuscicollis – Седлогръб тамарин
    - Saguinus melanoleucus (Saguinus fuscicollis ssp.) – Белоплащ тамарин
    - Saguinus tripartitus (Saguinus fuscicollis ssp.) – Златоплащ тамарин
    - Saguinus mystax – Мустакат тамарин
    - Saguinus pileatus (Saguinus mystax ssp.) – Червеноглав мустакат тамарин
    - Saguinus labiatus – Червенокоремен тамарин
    - Saguinus imperator – Императорски тамарин
    - Saguinus bicolor – Двуцветен тамарин
    - Saguinus martinsi (Saguinus bicolor ssp.) – Тамарин на Мартин
    - Saguinus (Oedipomidas) oedipus – Едипов тамарин, пинче
    - Saguinus geoffroyi (Saguinus oedipus ssp.) – Едипов тамарин на Жофруа
    - Saguinus leucopus – Белокрак тамарин
    - Saguinus inustus – Пъстролик тамарин